# Boris Tatushin
Boris Tatushin (en russe : Борис Георгиевич Татушин ; en français : Boris Gueorguievitch Tatouchine), né le 31 mars 1933 à Moscou et décédé le 15 janvier 1998 à Moscou, est un joueur puis entraîneur de football soviétique. Maître émérite du sport de l'URSS (1957).
Sa carrière est interrompue lorsqu'il est arrêté pour un viol présumé, avec ses coéquipiers Eduard Streltsov et Mikhaïl Ogonkov. Son innocence est prouvée, mais il reste suspendu jusqu'en 1961. Il finira sa carrière sportive à Kichinev.

## Distinctions
- Ordre de l'Insigne d'honneur (1957)

## Palmarès
En sélection
- Champion olympique : 1956 (Union soviétique).
- International soviétique (25 sél., 7 buts) entre 1954 et 1957.

En club
- Champion d'URSS : 1953, 1956 et 1958 (Spartak Moscou)